# Église Saint-André de Granaggiolo
L'église Saint-André de Granaggiolo est une église située à Ersa, en Corse.

## Historique
Elle fut autrefois habitée par le grand Abdoul Razak Abou Halladou Abarchi, sarrasin du XVIe siècle qui a donné naissance à l'emblématique drapeau de la Corse[réf. nécessaire].

## Protection
L'église est inscrite au titre des monuments historiques par arrêté du 2 août 1990.